# La Paz megye (Arizona)
La Paz megye az Amerikai Egyesült Államokban, azon belül Arizona államban található. Megyeszékhelye Parker, legnagyobb városa Quartzsite. Lakosainak száma 16 557 fő (2020. április 1.). La Paz megye Mohave, Yuma, Yavapai, Maricopa, Imperial, Riverside és San Bernardino megyékkel határos.

## Népesség
A megye népességének változása:
| Lakosok száma | 20 458 | 20 449 | 20 294 | 20 324 | 20 152 | 16 557 |
|               | 2010   | 2011   | 2012   | 2013   | 2015   | 2020   |